# Gamsberg
Gamsberg är en bergstopp i Schweiz.   Den ligger i distriktet Wahlkreis Sarganserland och kantonen Sankt Gallen, i den östra delen av landet, 150 km öster om huvudstaden Bern. Toppen på Gamsberg är 2 385 meter över havet.
Terrängen runt Gamsberg är huvudsakligen bergig, men norrut är den kuperad. Närmaste större samhälle är Walenstadt, 4,8 km väster om Gamsberg. 
Omgivningarna runt Gamsberg är en mosaik av jordbruksmark och naturlig växtlighet. Runt Gamsberg är det tätbefolkat, med 266 invånare per kvadratkilometer.